# Paratomapoderus flavoebenus
Paratomapoderus flavoebenus là một loài bọ cánh cứng trong họ Attelabidae. Loài này được J. Thomson miêu tả khoa học năm 1858.